# جردن بلفی
جردن بلفی (انگلیسی: Jordan Belfi؛ زادهٔ ۳۰ نوامبر ۱۹۷۸) هنرپیشه اهل ایالات متحده آمریکا است.
از فیلم‌ها یا برنامه‌های تلویزیونی که وی در آن نقش داشته‌است می‌توان به سی‌اس‌آی: میامی، دختران گیلمور، کسل، بدل‌ها، هاوایی فایو-زیرو، آن سوی خط، گروگان و اتاق خواب‌ها اشاره کرد.